# Onze-Lieve-Vrouwe Sterre der Zee (Slijkplaat)
Onze-Lieve-Vrouwe Sterre der Zee is een voormalig rooms-katholiek kerkgebouw in de tot de Nederlandse gemeente Sluis behorende buurtschap Slijkplaat, gelegen aan Slijkplaat 5.
Het gebouw werd in 1959 opgericht naar ontwerp van architectenbureau Mol & Froger. Het gebouw oogde als een bakstenen schuur maar het was voorzien van een dakruiter. Het diende als patronaatsgebouw en hulpkerk en werd in 1953 parochiekerk.
Door ontkerkelijking in de toch al kleine buurtschap kwam het in 2002 tot onttrekking aan de eredienst en verkoop, waarbij het gebouw werd omgebouwd tot woonhuis.
In de nabijheid van de voormalige kerk ligt een kleine begraafplaats.